# De Weerd (Roermond)
De Weerd is een buurtschap en recreatiegebied in de Nederlandse gemeente Roermond.
Het gebied is gelegen tussen de Maas en de oude Maasarm bij de Noorderplas, onderdeel van de Maasplassen. De Weerd (waard) is ook de naam van het gelijknamige natuur- en recreatiegebied waar vooral aan watersport gedaan wordt op de gelijknamige plas. Ook het Solar Weekend Festival wordt jaarlijks bij De Weerd gehouden.
In januari 2011 kwam de buurtschap in het nieuws toen die door hoge waterstand van de Maas alleen nog per boot bereikbaar was en er water in enkele huizen gestroomd was.

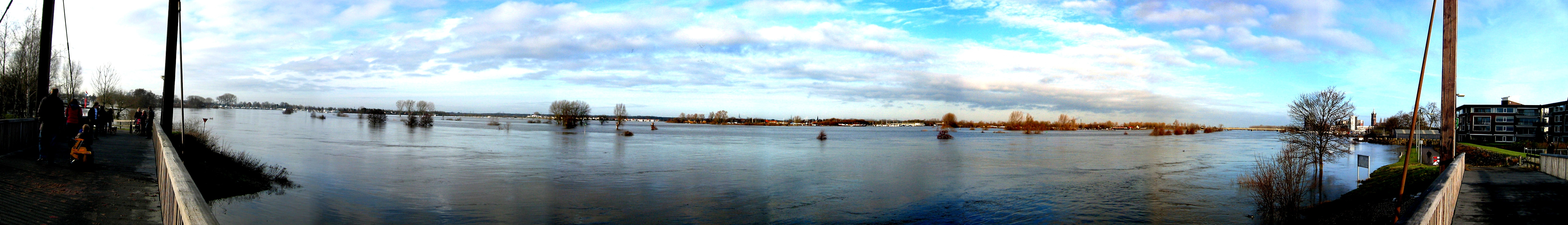

Ten noordoosten van De Weerd ligt het Stuw- en sluiscomplex Roermondse Weerd.

## Kapel
In De Weerd, nabij De Weerd 4, bevindt zich de Sint-Jozefkapel van 1860, die gebouwd werd op de plaats van een vroegere kapel. In 1911 werd ze herbouwd. Eind 20e eeuw werd ze onttrokken aan de katholieke eredienst en sindsdien is ze in gebruik als trouwlocatie.
De betreedbare kapel heeft spitsboogvensters en een klokkengeveltje als dakruiter
Stad: Roermond

Dorpen: Asenray · Asselt · Boukoul · Herten · Leeuwen · Maasniel · Merum · Ool · Swalmen

Gehuchten: Aan de Rijksweg · Einde · Hatenboer · Maalbroek · Spik · De Weerd · Wieler

Woonwijken: Donderberg · Gulker Weijde · Hammerveld West · Heide · Hoogvonderen · Kapel in 't Zand · De Kemp · Kitskensberg · Oolderveste · Roer-Zuid · Roermondse Veld · Roerzicht · Schöndeln · Sterrenberg · Tegelarijeveld · Thuserhof · Voorstad · Vrijveld · De Wijher

Limburg: Steden en dorpen      Nederland: Provincies · Gemeenten